# Mauricio Pommê
Mauricio Pommê (* 24. März 1970 in São Paulo) ist ein brasilianischer Rollstuhltennisspieler.

## Karriere
Seit einem Sturz aus 13 Metern Höhe im Jahr 1997 ist Mauricio Pommê querschnittgelähmt, 1999 begann er mit dem Rollstuhltennis. Sein erstes ITF-Turnier spielte er 2001, seitdem konnte er zahlreiche Turniere niedrigerer Kategorie im Einzel oder Doppel gewinnen.
Er trat zwischen 2001 und 2016 wiederholt beim World Team Cup für Brasilien an.
Mauricio Pommê ist zweifacher Medaillengewinner bei den Parapanamerikanischen Spielen, jeweils mit Carlos Santos gewann er 2007 Gold und 2011 Bronze im Doppel.
Pommê hat an fünf Austragungen der Paralympischen Spiele teilgenommen. 2004 in Athen verlor er sein Auftakteinzel gegen Jon Rydberg, im Doppel erreichte er an der Seite von Carlos Santos das Achtelfinale, dort unterlagen sie dem britischen Doppel Simon Hatt und Jayant Mistry. Die Brasilianer traten auch 2008 in Peking gemeinsam an, konnten aber kein Spiel gewinnen. Im Einzel verlor er ebenfalls in der ersten Runde, diesmal gegen Lee Hinson. Bei den Spielen von 2012 in London kam er durch einen Sieg gegen Albin Batycki in die zweite Runde, dort traf er auf den späteren Silbermedaillengewinner Stéphane Houdet, dem er sich in zwei Sätzen geschlagen geben musste. Im Doppel konnten Santos / Pommê durch einen Dreisatzsieg über Jon Rydberg und Stephen Welch in das Achtelfinale einziehen, dort waren sie gegen Robin Ammerlaan und Ronald Vink klar unterlegen. Die Paralympics 2016 in Rio waren die letzten, bei denen er im Doppel mit Santos antrat. Die Südkoreaner Lee Ha-gel und Im Ho-won gewannen die Erstrundenpartie glatt in zwei Sätzen – auch im Einzel war in der ersten Runde gegen den Polen Kamil Fabisiak nichts zu holen. Bei Pommês letzten Spielen 2021 in Tokio blieb er sieglos. Im Einzel unterlag er dem Südkoreaner Oh Sang-ho, das erste Spiel mit seinem neuen Doppelpartner Rafael Medeiros gegen die Israelis Adam Berdichevsky und Guy Sasson mussten die Brasilianer im zweiten Satz aufgeben.
Mauricio Pommê ist Unternehmer, Tennistrainer und Motivationsredner.